# Al-Rayyan SC
Al-Rayyan Sport-Club (arabisch نادى الريان الرياضى) ist ein Sportverein aus ar-Rayyan in Katar. Der Club entstand 1967 durch den Zusammenschluss des alten Vereins von Rayyan mit dem Nusoor Club. Die Vereinsfarben sind Rot und Schwarz. Der Spitzname des Vereins lautet ar-rahib, was übersetzt die Löwen oder die Schrecklichen bedeutet. Rayyan, zu Deutsch die Quelle, bezeichnet nicht nur eine historische Stadt in Katar, sondern auch die Tür zum Himmel im Islam.

## Fußball
Die Herren-Fußballmannschaft spielt in der höchsten Liga des Landes, der Qatar Stars League. Die Heimspiele werden im Ahmed-bin-Ali-Stadion ausgetragen. Der Fußballverein ist mit sieben gewonnenen Meisterschaften einer der erfolgreichsten des Landes. Der Gewinn der letzten Meisterschaft konnte 1995 gefeiert werden.
Obwohl al-Rayyan insgesamt 15-mal im Finale des wichtigsten Pokalwettbewerbs des Landes, dem Emir of Qatar Cup, stand, konnte der Titel nur sechsmal gewonnen werden. Mehrmals nahm al-Rayyan an kontinentalen Wettbewerben der AFC teil. Dabei konnte 1992 in der AFC Champions League das Halbfinale erreicht werden, was den bis dato größten internationalen Erfolg des Vereins darstellt. Die abgelaufene Saison 2008/09 beendete die Mannschaft auf Platz drei.
Im Juli 2009 wurde die Verpflichtung von Marcos Paquetá als neuem Cheftrainer bekannt gegeben. Er erhielt einen Zweijahresvertrag. Paqueta wurde 2008 und 2009 Meister des Landes mit dem Ligakonkurrenten al-Gharafa.
Am Ende der Saison 2013/14 musste der Verein infolge des 13. Platzes in die Qatargas League absteigen. Im darauf folgenden Jahr konnte der erste Platz gesichert werden, sodass der Verein 2015/16 wieder in der höchsten Liga des Staates vertreten ist.
Von 1972 bis 1987 war der Unternehmer und Fußballfunktionär Mohamed bin Hammam Clubpräsident.

### Platzierungen
| Saison   | 1996 | 1997 | 1998 | 1999 | 2000 | 2001 | 2002 | 2003 | 2004 | 2005 | 2006 | 2007 | 2008 | 2009 | 2010 | 2011 | 2012 | 2013 | 2014 | 2015 | 2016 | 2017 | 2018 |
| -------- | ---- | ---- | ---- | ---- | ---- | ---- | ---- | ---- | ---- | ---- | ---- | ---- | ---- | ---- | ---- | ---- | ---- | ---- | ---- | ---- | ---- | ---- | ---- |
| Liga     | 1    | 1    | 1    | 1    | 1    | 1    | 1    | 1    | 1    | 1    | 1    | 1    | 1    | 1    | 1    | 1    | 1    | 1    | 1    | 2    | 1    | 1    | 1    |
| Position | 2    | 2    | 2    | 5    | 2    | 4    | 3    | 6    | 5    | 2    | 4    | 4    | 5    | 3    | 5    | 3    | 3    | 4    | 13   | 1    | 1    | 3    | 3    |

### Vereinserfolge

#### National
- Katarischer Meister: 1976, 1978, 1982, 1984, 1986, 1990, 1995, 2016[2]

- Qatar Cup: 1995, 1996, 2001, 2012

- Emir of Qatar Cup

Gewinner 1999, 2004, 2006, 2010, 2011, 2013
Finalist 1973, 1977, 1982, 1991, 1992, 1996, 1997, 2000, 2009

### Bekannte ehemalige Spieler
- Nilmar (2012–2014)
- Afonso Alves (2010–2012)
- Sonny Anderson (2004–2006)
- Jacek Bąk (2005–2007)
- Mario Basler (2003–2004)
- Marcelo Bordon (2010–2011)
- Cho Yong-hyung (2010–2014)
- Frank de Boer (2004–2005)
- Ronald de Boer (2004–2005)
- Amara Diané (2008–2010)
- Fernando Hierro (2003–2004)
- Sabri Lamouchi (2006–2007)
- Youssef Mokhtari (2007–2008)
- Fábio César Montezine (2010–2013)
- Emile Mpenza (2006–2007)
- Ricardinho (2008–2009)
- Roque Júnior (2008)

### Trainer von al-Rayyan
| Name des Trainers      | Zeitraum  | Bemerkung                                              |
| ---------------------- | --------- | ------------------------------------------------------ |
| Alan Dicks             | ?         | • 1986: Katarischer Meister                            |
| Jørgen E. Larsen       | 1994–1995 | • 1995: Katarischer Meister                            |
| Benny Johansen         | 1995–1997 |                                                        |
| Roald Poulsen          | 1998–1999 |                                                        |
| Jørgen E. Larsen       | 1999–2000 |                                                        |
| Jørgen E. Larsen       | 2004–2005 |                                                        |
| Luis Fernández         | 2005      |                                                        |
| Pierre Lechantre       | 2006–2007 |                                                        |
| Paulo Autuori          | 2007–2009 |                                                        |
| Marcos Paquetá         | 2009      |                                                        |
| Paulo Autuori          | 2009–2011 | • Emir of Qatar Cup 2010, 2011                         |
| Diego Aguirre          | 2011–2013 | • Qatar Crown Prince Cup 2012 & Emir of Qatar Cup 2013 |
| Manuel Jiménez Jiménez | 2013–2015 |                                                        |
| Jorge Fossati          | 2015–2016 | • 2015/16: Katarischer Meister                         |
| Michael Laudrup        | 2016–2018 |                                                        |
| Rodolfo Arruabarrena   | 2018      |                                                        |
| Bülent Uygun           | 2018–2019 |                                                        |
| Diego Aguirre          | 2019–2020 |                                                        |
| Laurent Blanc          | 2020–2022 |                                                        |
| Nicolás Córdova        | 2022–2023 |                                                        |
| Leonardo Jardim        | 2023–2024 |                                                        |
| Artur Jorge            | 2025–     |                                                        |

## Andere sportliche Abteilungen
Neben der Fußballsektion werden im al-Rayyan Club auch eine Reihe anderer Sportarten sehr erfolgreich betrieben. Zu den Erfolgen zählen zwei Asien-Meisterschaften im Basketball sowie je einer arabischen Meisterschaft im Handball, Tischtennis und Volleyball.